# Clematis aristata
Clematis aristata là một loài thực vật có hoa trong họ Mao lương. Loài này được R.Br. ex Ker Gawl. mô tả khoa học đầu tiên năm 1817.

## Hình ảnh

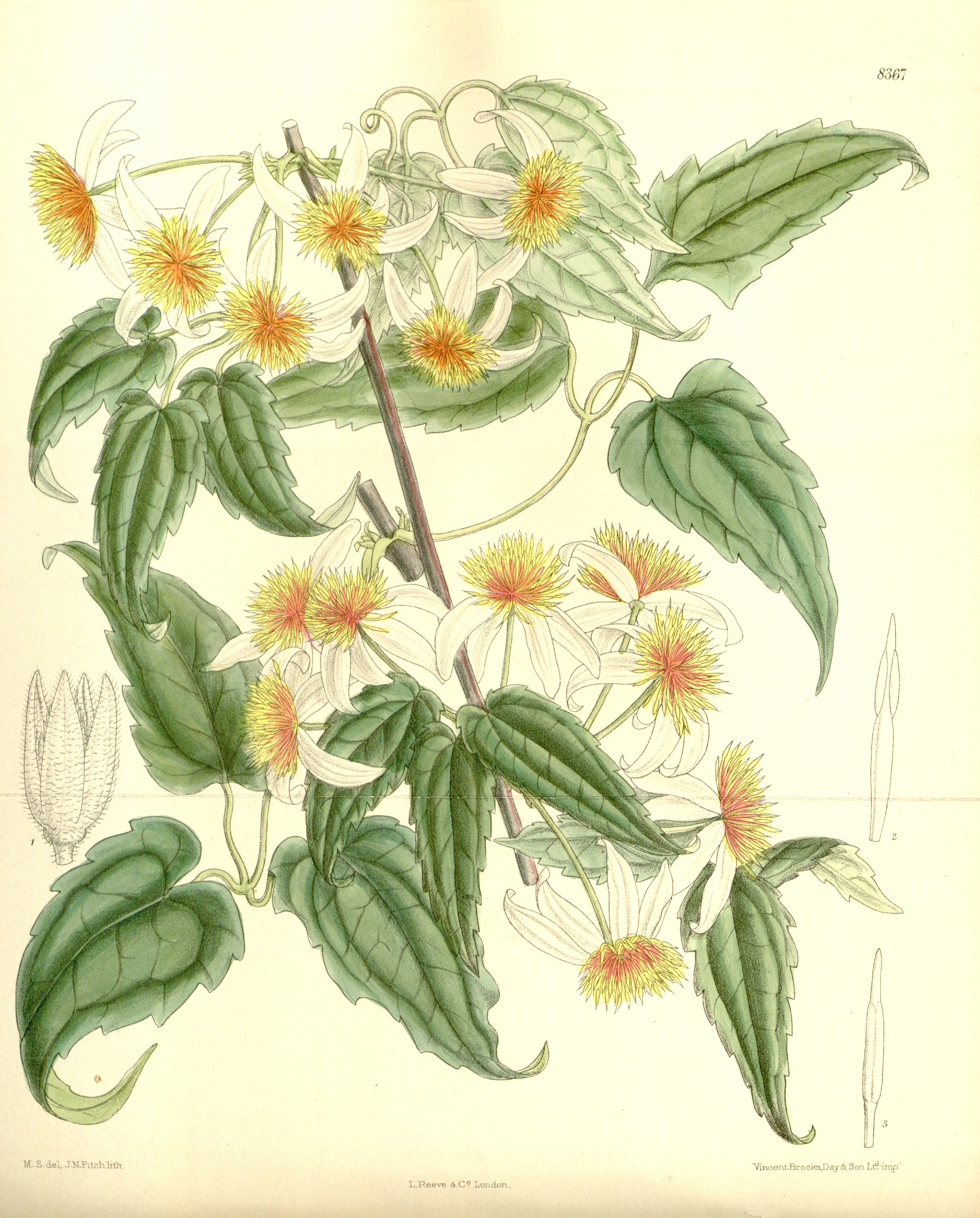
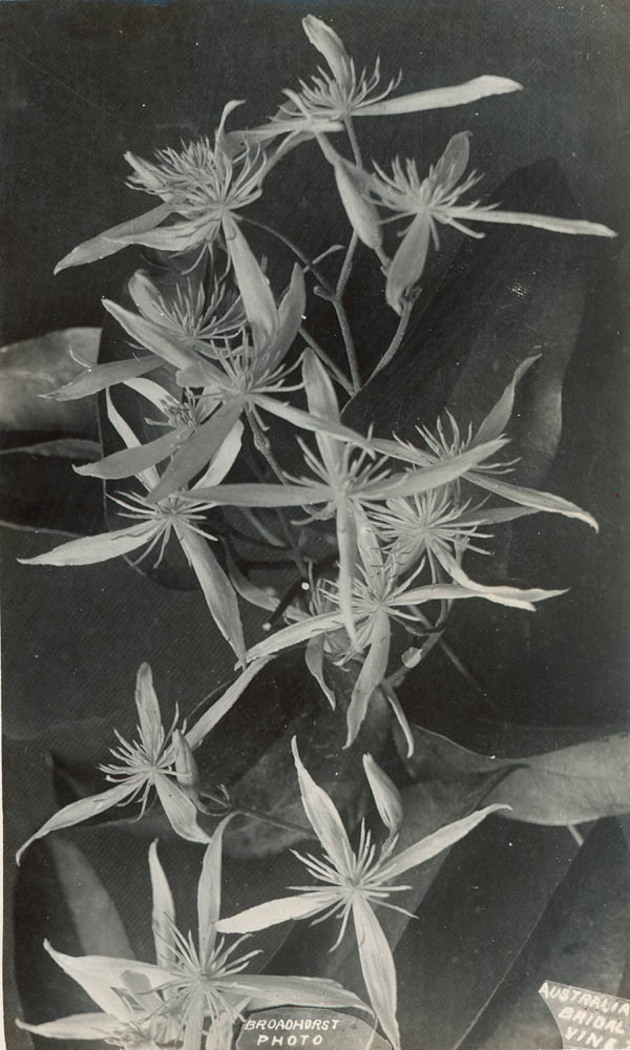